# 李東運

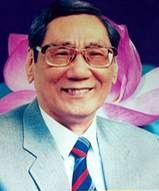
李東運肖像

李東運（1929年—1999年），臺灣彰化縣花壇鄉人，企業家，花壇鄉立圖書館為其所捐。

## 發跡
李東運為花壇鄉劉厝村人，1929年生，空軍官校畢業後作通信官，後離婚並北上創業，販賣收音機。1961年起，中華民國國軍福利社成立電器部，可以分期付款買收音機、電唱機等。李東運看好電器用品將為軍公教市場主力，籌資經營分期付款業務，很快成為官兵最大的供應商。後，李東運娶三春國小校長陳川富的姐姐為妻。
李東運又創立名峰建設公司，在臺北市松山、內湖、士林、北投等地興建房屋。中華民國與美國斷交之際，部分在臺灣的人遠走海外，為轉移財產而賣掉本地的房地。李東運便趁機大量收購，因此致富。
1999年，李東運病逝。

## 捐助

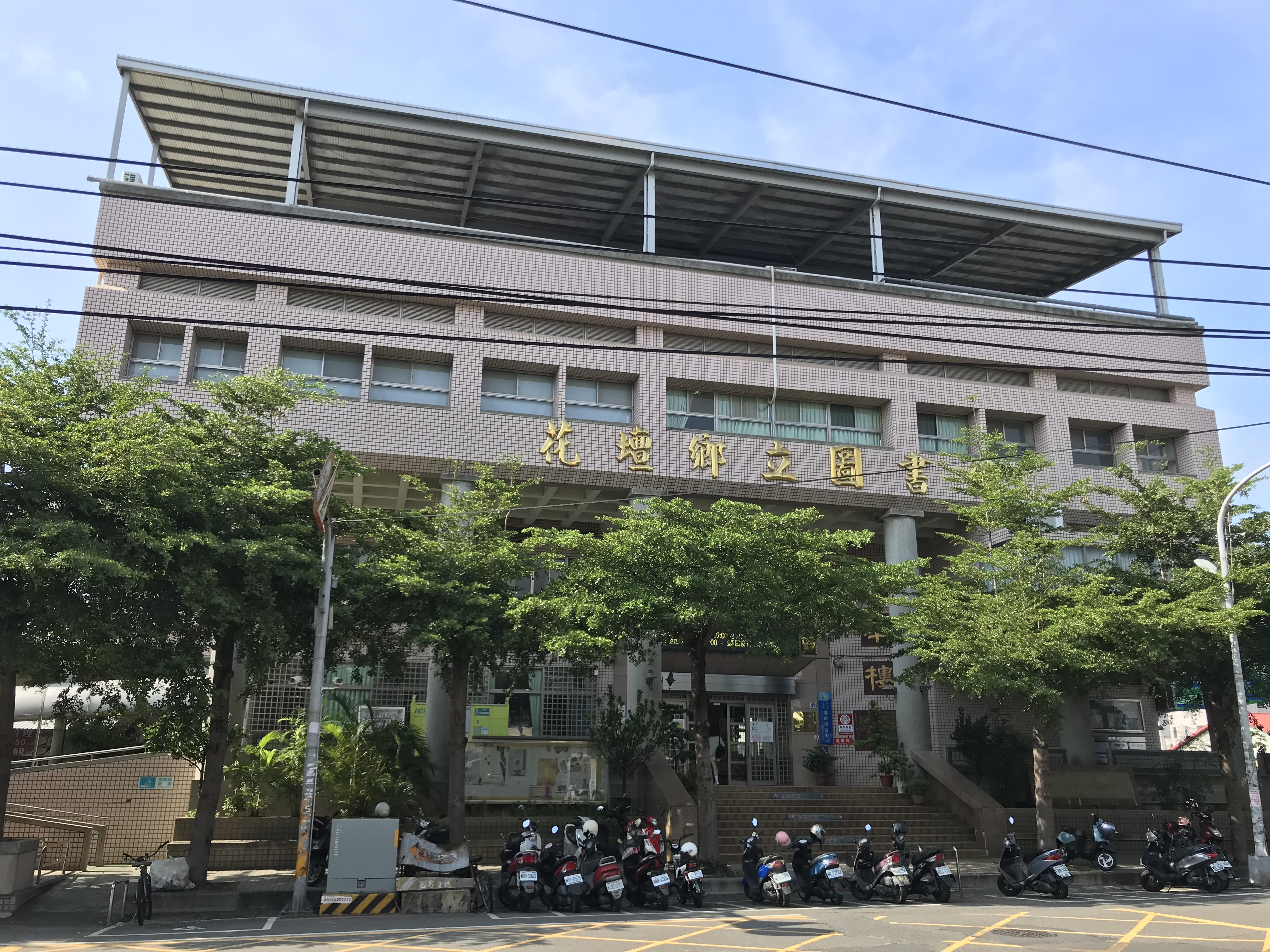
花壇鄉立圖書館

雖說1977年5月13日，台灣省政府主席謝東閔就提出「一鄉鎮一圖書館」計畫，但偏鄉的圖書館常有經費不足問題。1990年，李東運從小舅子陳川富得知家鄉正籌建一座小型圖書館，原計畫以新台幣一千七百萬興建，但缺少七百萬。當時，晚年的李東運受肝病之苦，光捐給長庚醫院的錢就有十億新台幣。李東運在觀看台北市數間圖書館後，便重設計花壇鄉立圖書館，將之擴大面積成當時彰化縣最大的圖書館，並自願出四千一百零六萬興建。圖書館取名「欣華樓」，整棟建築包括地下室、地面三層。1992年7月24日，花壇鄉立圖書館落成時，李東運並無出席，鄉長黃家本只好以李東運照片充場面。
2006年，嫁到台北的蔡榮美回來家鄉長沙村作社區輔導時，發現家鄉圖書館設備完善，為向李東運致敬，便和社區總幹事謝金權於8月13日籌辦「感恩捐贈人李東運先生音樂會」，頌愛合唱團參與。國中時就在此圖書館念書的女學生沈慧安（為2006年大學入學指定科目考試第二、第三類組雙料榜首），為感謝李東運也幫忙響應。